# 安井春哲仙角
（1711年—1789年），日本圍棋棋手，生於會津，父親為田中次郎兵衛，也有被認為是第四世安井仙角的兒子，本名田中春哲。
1728年安井仙角的跡目安井知仙去世，春哲與仙角的女兒結婚，成為仙角養子，並立為跡目。1735年出賽御城碁，兩年後仙角去世，春哲繼任為家督，是為第五世安井仙角，後世為區別多稱第四世安井仙角為古仙角，而稱第五世安井仙角為春哲仙角。沒多久發生「碁將席次訴訟事件」（詳見本因坊秀伯、第五世林門入的頁面）。
從算知名人開始，一直到古仙角時代，安井家都是與本因坊家對立，直到春哲仙角時，本因坊家終於中衰，秀伯為了升上上手而與春哲仙角打交道，本因坊家與安井家才正式言和而成為同盟。春哲仙角不但支持秀伯升上手，之後的本因坊察元升上手，都給予支持，不過春哲仙角對於察元升名人之事則以過於年輕而不贊同；不過也有認為是春哲仙角運用冷靜的政治手法而逼迫最後察元將春哲仙角升為準名人。
1748年立原權平為跡目，改名仙哲。1772年，門徒坂口仙德從安井家分離而自成分家坂口家，之後安井家逐漸興盛，大概始於春哲仙角與坂口家，1775年春哲仙角退休，仙哲繼任。

## 外部連結
日本圍棋故事